# Ordem Equestre do Santo Sepulcro de Jerusalém
A Ordem Equestre do Santo Sepulcro de Jerusalém (em latim: Ordo Equestris Sancti Sepulcri Hierosolymitani - OESSH) é uma instituição leiga da Santa Sé encarregada de suprir as necessidades do Patriarcado Latino de Jerusalém e de sustentar a atividade e as iniciativas em favor da presença cristã na Terra Santa.
Atualmente a Ordem conta com 20 mil Cavaleiros e Damas, os quais recebem a precedência de vestirem capa branca, no caso dos Cavaleiros, e capa preta e véu, no caso das Damas, bordada com o símbolo máximo de Jerusalém: a Cruz vermelha de Jerusalém, enquadrada por outras quatro pequenas cruzes, em recordação às cinco feridas sofridas por Jesus Cristo.
A Ordem é a única instituição secular do Vaticano. E, em conjunto com a Ordem Soberana e Militar Hospitalária de São João de Jerusalém, de Rodes e de Malta, são as únicas Ordens de Cavalaria reconhecidas, histórica e juridicamente, pela Santa Sé.

## História

### Fundação
A Ordem Equestre do Santo Sepulcro tem sua origem na Ordem dos Cônegos da Santo Sepulcro, constituída por Godofredo de Bulhão, depois da conquista de Jerusalém, na época da Primeira Cruzada. Após a conquista os Cavaleiros, de diversas nacionalidades fizeram votos de obediência sob juramento de entregar suas vidas em proteção do Santo Sepulcro. Tal feito foi eternizada pelo escritor espanhol Torquato Tasso no livro de poemas e cantos A Jerusalém Libertada, de 1581.

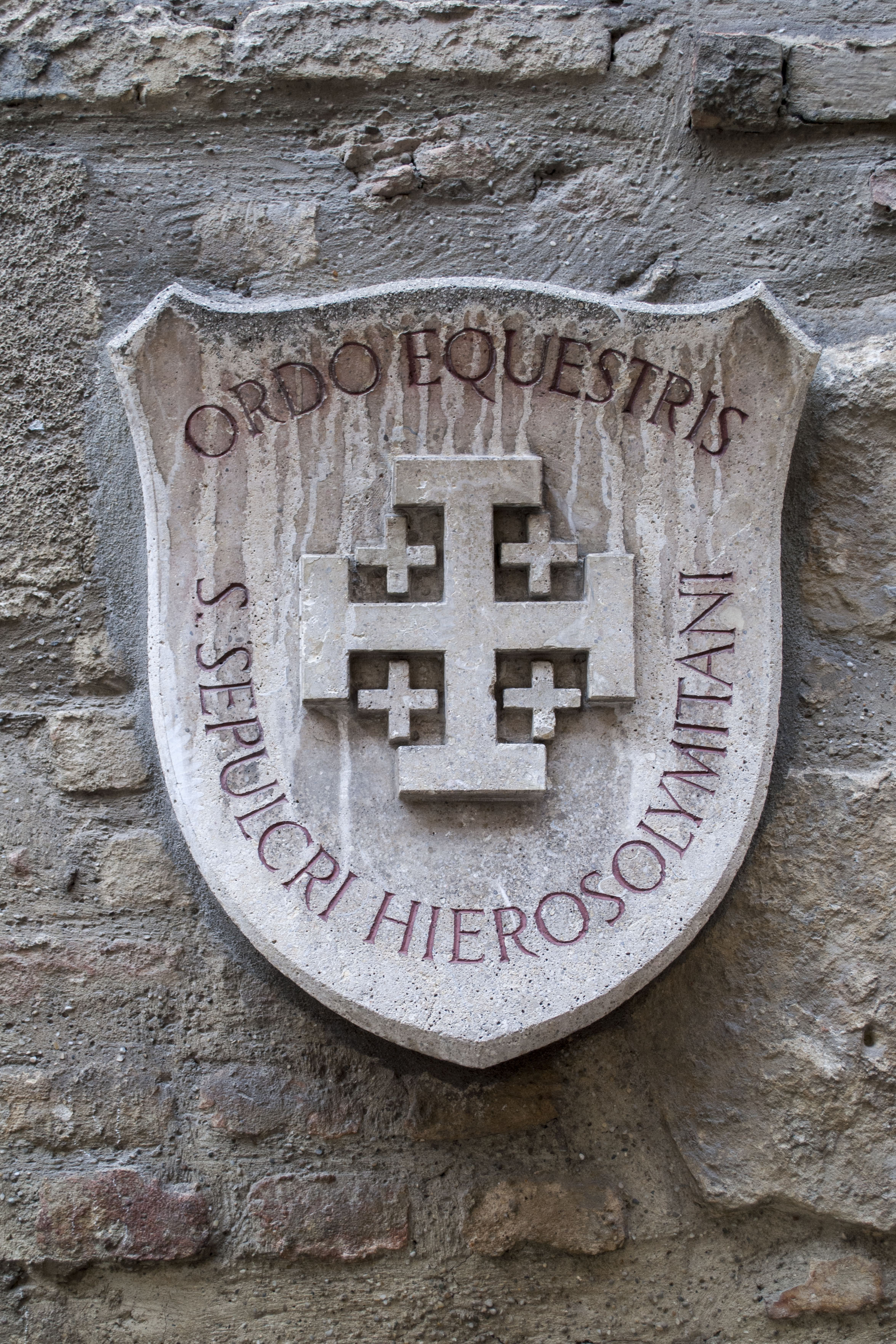
Brasão em prédio da Ordem

Alguns anos depois, em 1103, segundo os cronistas desta época, Balduíno I de Jerusalém, segundo rei cruzado, se torna superior da Ordem dos Cônegos do Santo Sepulcro, com prerrogativas, por si e para seus sucessores, de criar Cavaleiros. No caso de ausência ou impedimento do monarca, esta faculdade era subordinada ao Patriarca Latino de Jerusalém. Entre os membros da Ordem, alguns eram considerados Sargentos, os quais representavam uma espécie de milícia eleita dentro da companhia cruzada e se devotavam à defesa do Santo Sepulcro e dos Lugares Santos.
Logo após a Primeira Cruzada, em 1114, Arnolfo de Choques, então Patriarca de Jerusalém, obrigou os cônegos a viverem em comunidades sob a regra de Santo Agostinho além de outras normas elaboradas pelo Papa Calisto II. Erigindo-se, outrossim, uma divisão feminina. A igreja do Santo Sepulcro estava exclusivamente sob os cuidados dos cônegos e cônegas da Ordem.

### Período de obscuridade
Com o desaparecimento do Reino Cristão de Jerusalém, a Ordem permanece sem um superior, ainda que os priorados continuassem a existir sob a proteção de vários senhores e soberanos europeus e da Santa Sé. A vacância do patriarcado Latino fez com que a faculdade de criar novos cavaleiros fosse prerrogativa da mais alta autoridade religiosa na Terra Santa, isto é, a Custódia da Terra Santa, instituição liderada pelos Franciscanos.
A Ordem chegou a ser extinta pelo Papa Inocêncio VIII em 21 de março de 1489, pela publicação da bula Cum Solerti meditatione, a qual repassou seus bens e propriedades aos Hospitalários. Contudo a Ordem resiste à extinção e, em 1496, Papa Alexandre VI revoga a bula de Inocêncio VIII trazendo a ordem à tona novamente, agora diretamente sob os auspícios da Santa Sé.
Apesar da revogação da bula papal de Inocêncio VIII, a Ordem não conseguiu recuperar os bens e propriedades repassados aos Hospitalários, a despeito das, fracassadas, tentativas em 1555 e 1558.

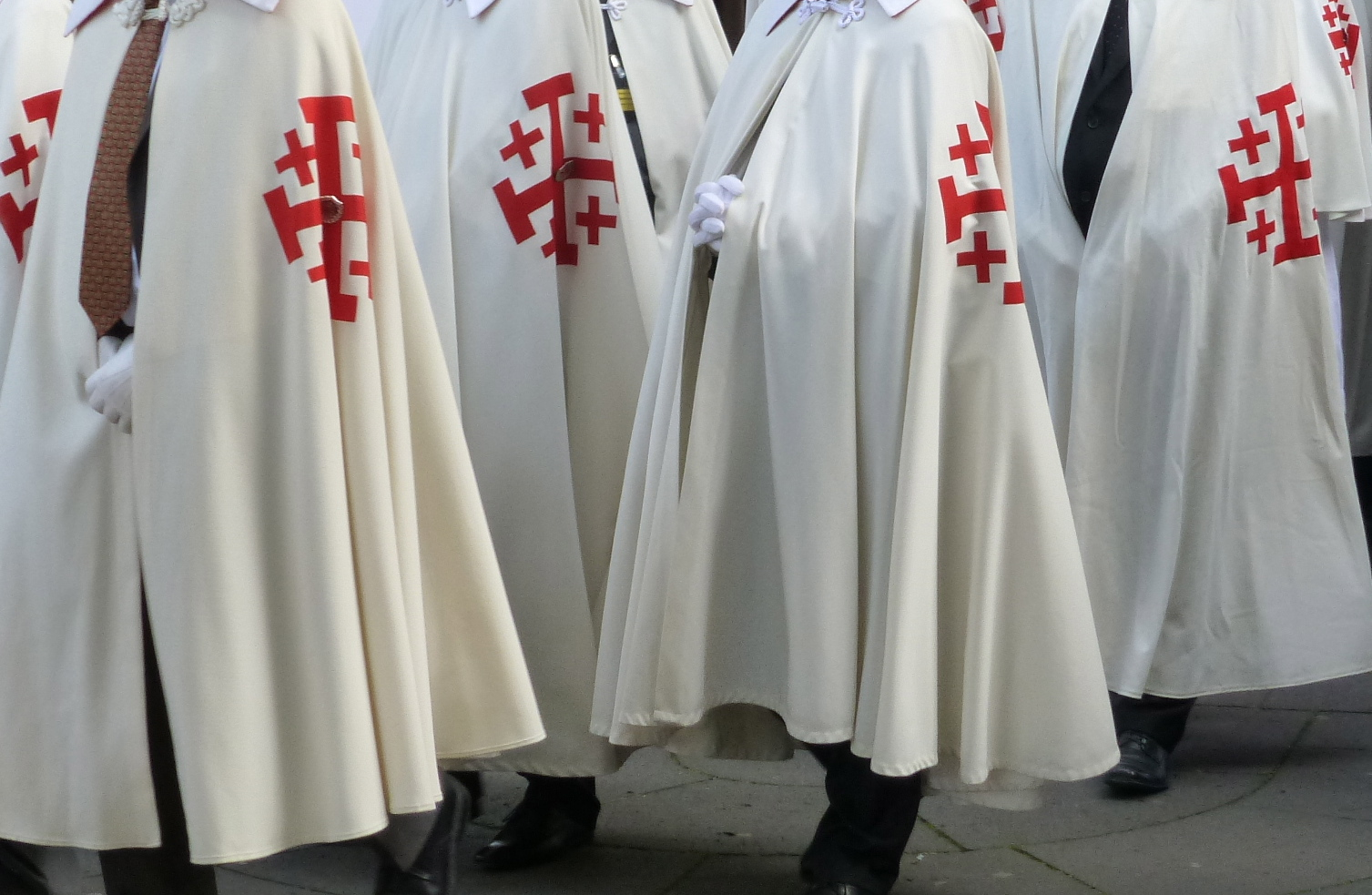
Cavaleiros com as capas da Ordem

Após esse período os parcos registros que se tem da Ordem, referem-se aos clérigos que se dispersaram pela Europa por mosteiros na Itália, Alemanha, Espanha, Portugal e Holanda.

### Volta às origens
Com o restabelecimento do Patriarcado pelo Papa Pio IX em 1847, a Ordem retorna a suas origens de custodiar o Santo Sepulcro com a promulgação de um novo estatuto e a sua colocação de seu governo, sob a proteção da Santa Sé, ao Patriarca Latino. Nesta situação, foi definida a função preeminente da Ordem de sustentar as obras do Patriarcado Latino de Jerusalém e de incentivar a propagação da fé cristã.
A partir de 3 de agosto de 1888, através das cartas apostólicas Venerabilis Frater Vicentius do Papa Leão XIII, mulheres leigas também passaram a ter acesso à Ordem por meio do chamado Braço de Damas.
O termo Equestre substituiu o termo Militar no nome da Ordem em 1928.
Em 1949, o Papa Pio XII  estabeleceu que o Grão Mestre fosse um cardeal da Santa Igreja Romana, assegurando ao Patriarca Latino a prerrogativa de ser o Grão-Prior.

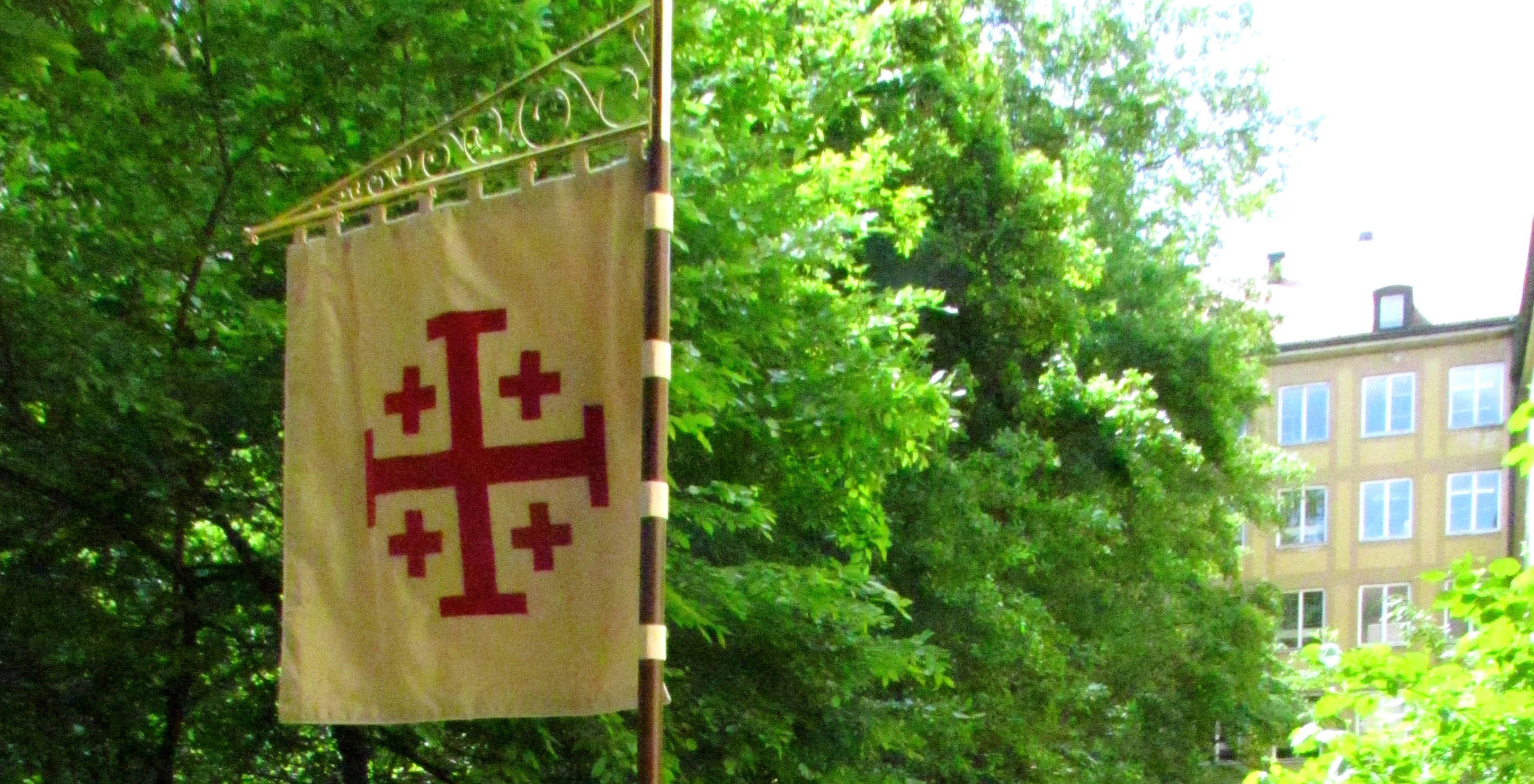
Estandarte da Ordem com a cruz de Jerusalém

Em 1962, o Papa João XXIII e depois, em 1967, o Papa Paulo VI modificaram o estatuto, para favorecer uma ação mais coordenada e eficiente. Em fevereiro de 1996, o Papa João Paulo II elevou a dignidade da Ordem a Associação Pública de Fiéis, ereta pela Sé Apostólica, de acordo com o artigo 312, parágrafo 1, 1º do Código de Direito Canônico, com personalidade canônica e civil.
Papa Paulo VI aprovou a nova constituição da Ordem, em 8 de julho de 1977, na qual descreve seus principais propósitos:
- A prática da vida cristã;
- A custódia e manutenção da fé cristã na Palestina;
- A defesa dos direitos da Igreja Católica na Terra Santa.

Atualmente, entre outras obras de caridade, a Ordem contribui diretamente com a manutenção da Universidade de Belém, além de escolas, asilos, dispensários e hospitais na Palestina.

## Descrição Jurídica da Ordem

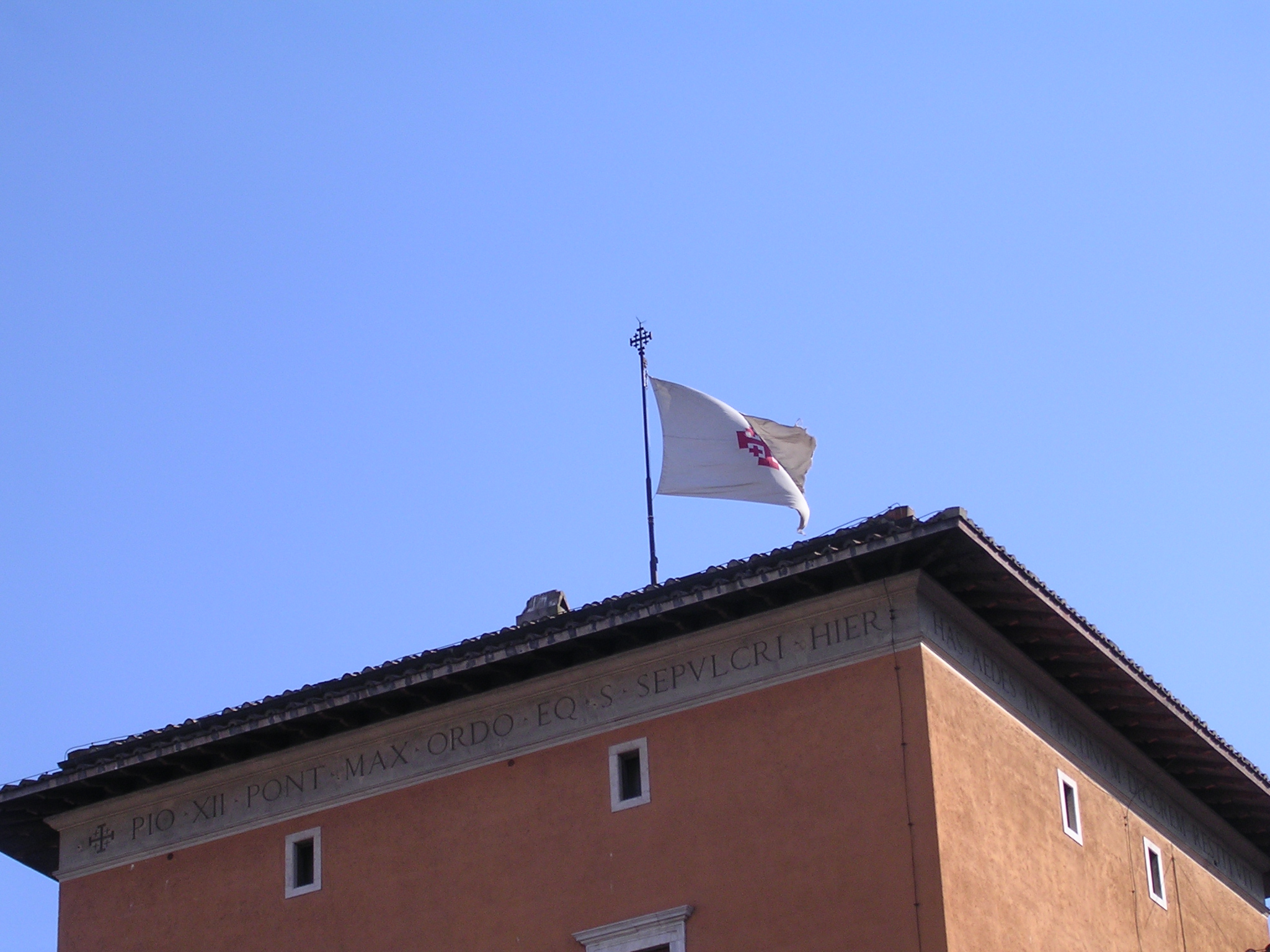
Sede da OESSJ

A Ordem Equestre do Santo Sepulcro de Jerusalém é uma associação de fiéis leigos aberta aos eclesiásticos, estabelecida com base no Direito Canônico, à qual é confiada, pelo Soberano Pontífice, a missão especial de assistir a Igreja da Terra Santa e de estimular em seus membros a prática da vida cristã. Somente a Santa Sé tem competência para erigir  associações públicas, universais e internacionais de fiéis. Uma vez que seus membros estão dispersos além das fronteiras nacionais e diocesanas e possuem um estatuto aprovado e promulgado pela Santa Sé, a Ordem é claramente uma associação pública internacional de fiéis. Isto é decorrente das normas comuns do Direito Canônico, das disposições eclesiásticas particulares e das disposições do estatuto da Ordem.

## Estrutura

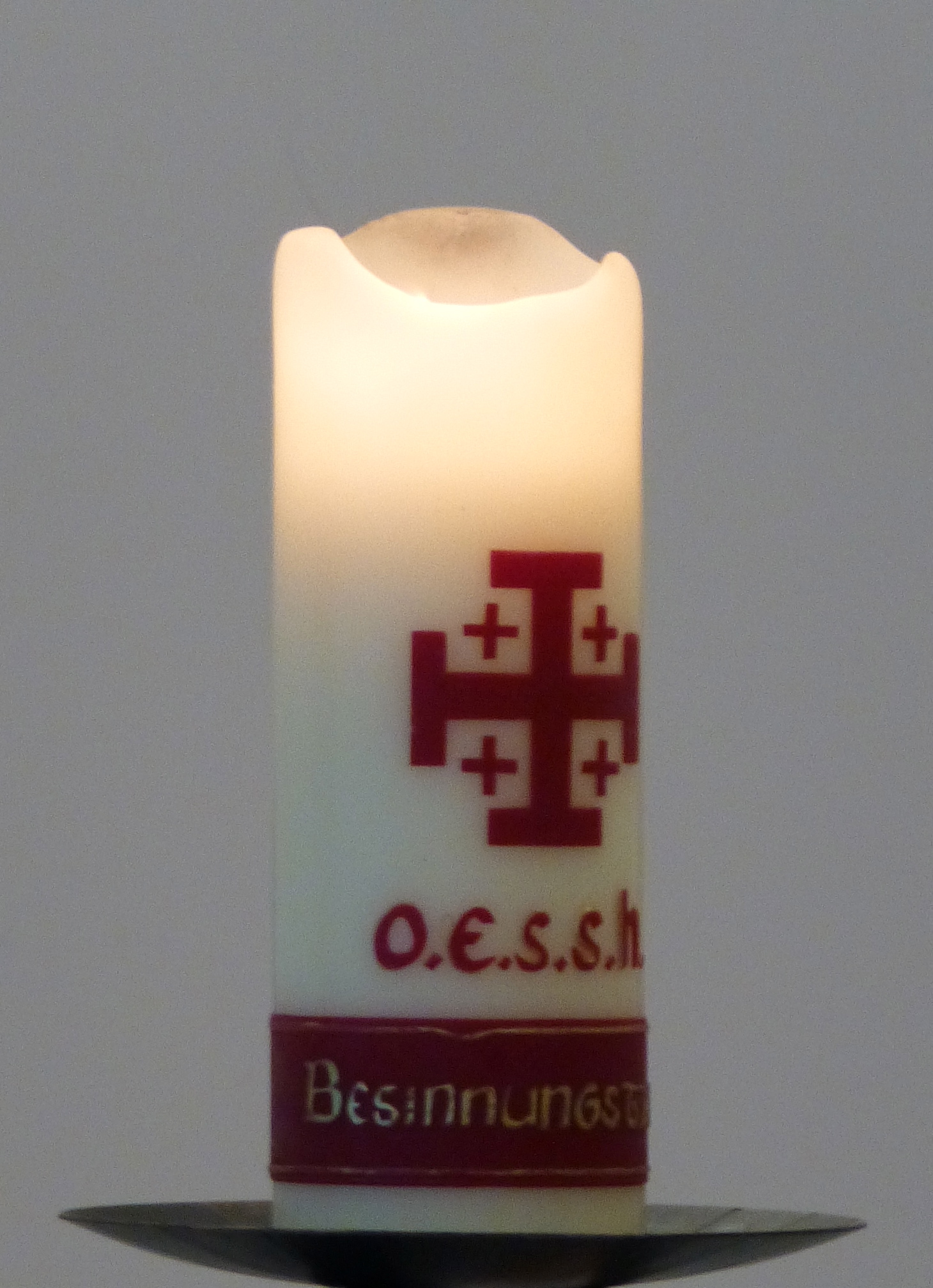
Vela da Ordem

Desde a sua fundação a Ordem possui dois tipos distintos de membros: o cavaleiro, que se dedica à guerra e afazeres profanos, e o clérigo, dedicado aos afazeres do sacerdócio da Ordem. A Ordem tem uma estrutura hierárquica, com o governo do Cardeal Grão-Mestre, que é nomeado diretamente pelo Papa. O Grão-Mestre recebe a colaboração do Grão Magistério, o qual, de acordo com o Patriarca Latino de Jerusalém, define o programa de ação e as operações a favor da estrutura cristã na Terra Santa.
Atualmente, o Grão Magistério está dividido em cinquenta e dois Lugares-Tenências, sendo:
- 24 na Europa
- 15 na América do Norte
- 5 na América do Sul
- 6 na Austrália e Extremo Oriente
- 2 na Ásia[26]

O número de membros ativos da Ordem, ou seja, dos que participam de sua vida no empenho do serviço e da caridade, assumidos no ato de admissão, é de cerca de vinte mil.

### Insígnias da Ordem

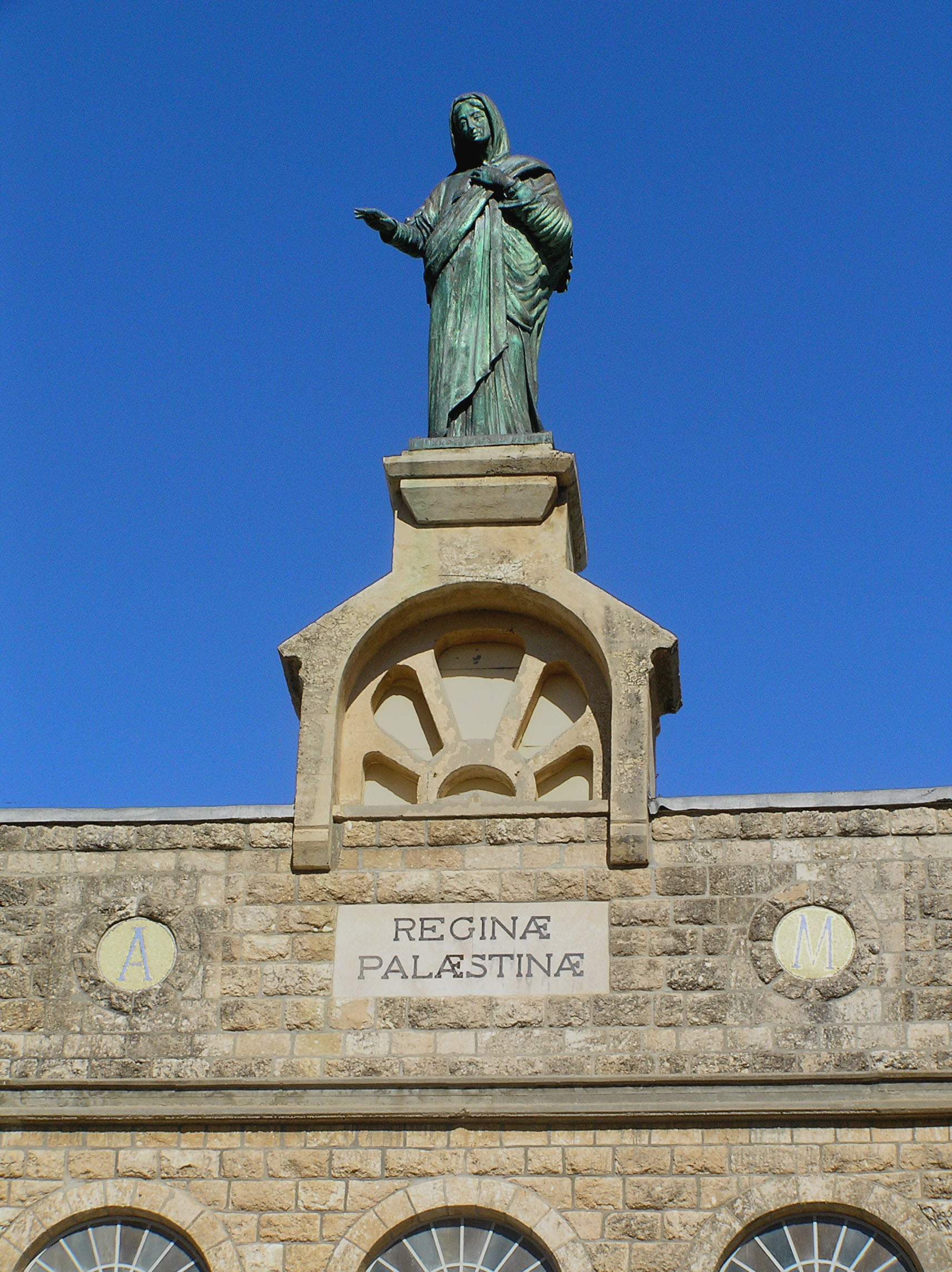
Estátua em bronze, de 2,5 metros de altura, sobre o Santuário em Deir Rafat

### Padroeira
Como ordem católica que é, a Ordem do Santo Sepulcro tem por padroeira Nossa Senhora da Palestina, a quem, juntamente com o Patriarcado Latino, dedica e cuida de um Santuário, construído em 1928, na cidade de Deir Rafat, a 30 km de Jerusalém.

### Deus lo vult
O lema da Ordem, Deus vult, ou Deus lo vult em latim medieval (Deus o quer; português), foi usado pelos cruzados como um grito de guerra ao serem convocados pelo Papa Urbano II para a Primeira Cruzada, no Concílio de Clermont em 1095, quando o Império Bizantino solicitou ajuda para defender a Terra Santa da invasão dos Turcos seljúcidas.

### Cruz de Jerusalém
Principal símbolo da Ordem, acredita-se que esta cruz tenha surgido no século XI para ser o símbolo do Reino de Jerusalém. As cinco cruzes representam as chagas de Cristo, sendo as quatro pequenas a dos membros e a maior se refere ao trespasse da lança de Longino.

### Palma de Jerusalém
Introduzida em 1949, possui 3 graus: Ouro, prata e bronze. É concedida a quem tenha prestado um serviço de caráter excepcional à Ordem ou às obras de caridade dela dependentes.

### Concha do Peregrino
Bastante difundida em razão dos caminhos de Santiago, a Concha do Peregrino, ou Peregrinatoris em latim, é uma condecoração a ser atribuída a Cavaleiros durante sua peregrinação à Terra Santa. A imposição é feita pelo próprio Patriarca Latino de Jerusalém.
| Insígnias e heráldicas da Ordem |                              |                             |                            |
| Concha do Peregrino             | Palma de Jerusalem em Bronze | Palma de Jerusalem em Prata | Palma de Jerusalem em Ouro |

## Graus
- Cavaleiro de Colar ou Dama de Colar
- Cavaleiro de Grã-Cruz ou Dama de Grã-Cruz
- Grande-Oficial / Cavaleiro-Comendador com Placa ou Dama-Comendadora com Placa
- Cavaleiro-Comendador ou Dama-Comendadora
- Cavaleiro ou Dama